# Lúa mì cứng
Lúa mì cứng (danh pháp hai phần: Triticum durum) là một loài lúa mì. Đây là dạng tứ bội duy nhất được sử dụng rộng rãi ngày nay và là loài lúa mì được gieo trồng nhiều thứ hai. Phần lớn các loài lúa mì tứ bội (như lúa mì Emmer (T. dicoccon) và lúamì cứng có nguồn gốc từ lúa mì Emmer hoang (T. dicoccoides). Lúa mì Emmer hoang là kết quả lai ghép giữa 2 loài cỏ lưỡng bội hoang dại là T. urartu và các loài cỏ dê hoang dại như A. searsii hay Ae. speltoides. Quá trình lai ghép để tạo ra lúa mì Emmer hoang dại diễn ra trong tự nhiên, từ rất lâu trước khi có quá trình thuần dưỡng.